# Ordine di accensione
L'ordine di accensione è la sequenza con cui si innesca la combustione, nei cilindri di un motore alternativo a combustione interna. In un motore ad accensione comandata l'innesco della fiamma viene affidato a una candela, che riceve l'impulso elettrico tramite il rispettivo cavo. In un motore ad accensione per compressione (diesel) tale sequenza si riferisce all'ordine di funzionamento degli iniettori di combustibile. Per ogni architettura di motore si consiglia una certa sequenza di accensione, al fine di ottenere una coppia regolare e, possibilmente, evitare la formazione di vibrazioni.

Per un motore 4 cilindri in linea, la sequenza ottimale è 1-3-4-2.

## Vari ordini di accensione per differenti tipologie di motori
| Numero di cilindri | Ordine di accensione | Esempio                                                                      |
| ------------------ | --- | ---------------------------------------------------------------------------- |
| 3                  | 1-2-3 1-3-2 | Triumph (Moto2) Yamaha CP3 (MT09)                                            |
| 4                  | 1-3-4-2 1-2-4-3 1-3-2-4 | I più comuni 4 cilindri in linea Alcuni motori americani Ford Yamaha R1      |
| 5                  | 1-2-4-5-3 | 5 in linea, Volvo 850, Audi 100, Fiat Bravo hgt, Coupe,Marea, Alfa Romeo 159 |
| 6                  | 1-5-3-6-2-4 (BMW N53) 1-6-5-4-3-2 1-2-3-4-5-6 1-4-2-5-3-6                                                                                       | 6 in linea: BMW N53, Opel Omega, Mercedes-Benz M104                          |
| 7                  | 1-3-5-7-2-4-6 | Motore stellare, motori navali                                               |
| 8                  | 1-8-4-3-6-5-7-2 1-8-7-2-6-5-4-3 1-3-7-2-6-5-4-8 1-5-4-8-7-2-6-3 1-6-2-5-8-3-7-4 1-8-7-3-6-5-4-2 1-5-4-2-6-3-7-8 1-5-6-3-4-2-7-8 1-5-3-7-4-8-2-6 | , 8 in linea                                                                 |
| 10                 | 1-10-9-4-3-6-5-8-7-2 1-6-5-10-2-7-3-8-4-9 | Dodge Viper BMW S85 e Lamborghini Huracan                                    |
| 12                 | 1-7-5-11-3-9-6-12-2-8-4-10 1-12-4-9-2-11-6-7-3-10-5-8                                                                                           | Ferrari 456M GT del 2001 con motore V12 Lamborghini Aventador                |
| 16                 | 1-12-8-11-7-14-5-16-4-15-3-10-6-9-2-13 1-14-9-4-7-12-15-6-13-8-3-16-11-2-5-10                                                                   | W16 Bugatti Veyron                                                           |